# 2006年冬季残疾人奥林匹克运动会澳大利亚代表团
2006年冬季残疾人奥林匹克运动会澳大利亚代表团是澳大利亚派出的2006年冬季残疾人奥林匹克运动会代表团。获得1枚银牌和1枚铜牌。